# Дарда, Джавахарлал
Шри Джавахарлал Дарда (англ. Jawaharlal Darda, маратхи जवाहरलाल दर्डा; 2 июля 1923, Бабхулгаон, округ Яватмал — 25 ноября 1997, Мумбаи) — индийский политический и государственный деятель, активист движения за независимость Индии, видный представитель Индийского национального конгресса, министр, журналист.

## Биография
Начинал как социальный работник, затем, под влиянием идей Махатмы Ганди, стал в 1942 году участвовать в Движении Сатьяграха, присоединился к Движению за выход британских колонизаторов из Индии, за что был приговорён к тюремному заключению на один год и 9 месяцев. Находясь в тюрьме, организовал молодежную конференцию в августе 1942 года.
Член Законодательного совета Махараштры, верхней палаты двухпалатного законодательного собрания штата Махараштра (1972—1996). Президент Индийского национального конгресса города Яватмал (1946—1956).
Занимал ряд ответственный постов в правительстве Махараштры: работал министром энергетики, спорта и молодежи (1978), отраслевым министром (1980—1982), министром орошения, туризма, развития предпринимательства (1985), министром энергетики, туризма, по делам культуры, орошения и акцизов (1985—1986). В 1988—1990 был министром здравоохранения, медицинского образования, по делам семьи, в 1991—1993 г. — министром текстильной и продовольственной промышленности.
Основатель популярной в Индии газеты Lokmat, которая впоследствии вошла в состав мультиплатформенной компании «Lokmat Media».

## Память
- Его именем в Яватмале назван аэропорт Джавахарлал Дарда, инженерно-технологический институт, несколько школ.
- В 2022 году почта Индии выпустила почтовую марку, посвящённую Дж. Дарде.
- В 2023 году Индия выпустит памятную монету с его изображением[2].